# Gaizka Toquero
Gaizka Toquero Pinedo, né le 9 août 1984 à Vitoria-Gasteiz (Espagne) était un footballeur espagnol, qui évoluait au poste d'attaquant, principalement à l'Athletic Bilbao.

## Carrière
Il commença sa carrière sportive au sein des équipes de jeunes du CD Ariznabarra, de la Real Sociedad et du Deportivo Alavés. Après trois saisons en Segunda B, et un prêt bref à Eibar, il rejoint l'Athletic Bilbao en 2009. Au cours des premiers au sein du club bilbaino, il gagne sa place de titulaire aux côtés de Fernando Llorente, marquant lors du match retour des demi-finales ainsi qu'en finale de la Coupe d'Espagne. Il était très apprécié par les supporters de San Mamés pour son engagement, le stade scandant régulièrement "Ari, Ari, Ari, Toquero Lehendakari".
Il met un terme à sa carrière le 29 mai 2019, à 34 ans, à cause de problèmes au genou.

## Palmarès
Deportivo Alavés
- Vainqueur de la Segunda División : 2016

## Statistiques
À l'issue de la saison 2017-2018
- 1 match en Ligue des champions
- 28 matchs et 1 but en Ligue Europa
- 179 matchs et 21 buts en 1re division espagnole
- 82 matchs et 17 buts en 2e division espagnole